# Burgstall Frauenstein
Der hoch- bis spätmittelalterliche Burgstall Frauenstein ist eine abgegangene Höhenburg bei der Gemeinde Schwangau auf einem Felsstock über dem Alpsee im Landkreis Ostallgäu in Schwaben. Die kleine Burg wurde im 15. Jahrhundert bis auf Fundamentreste abgebrochen.

## Geschichte

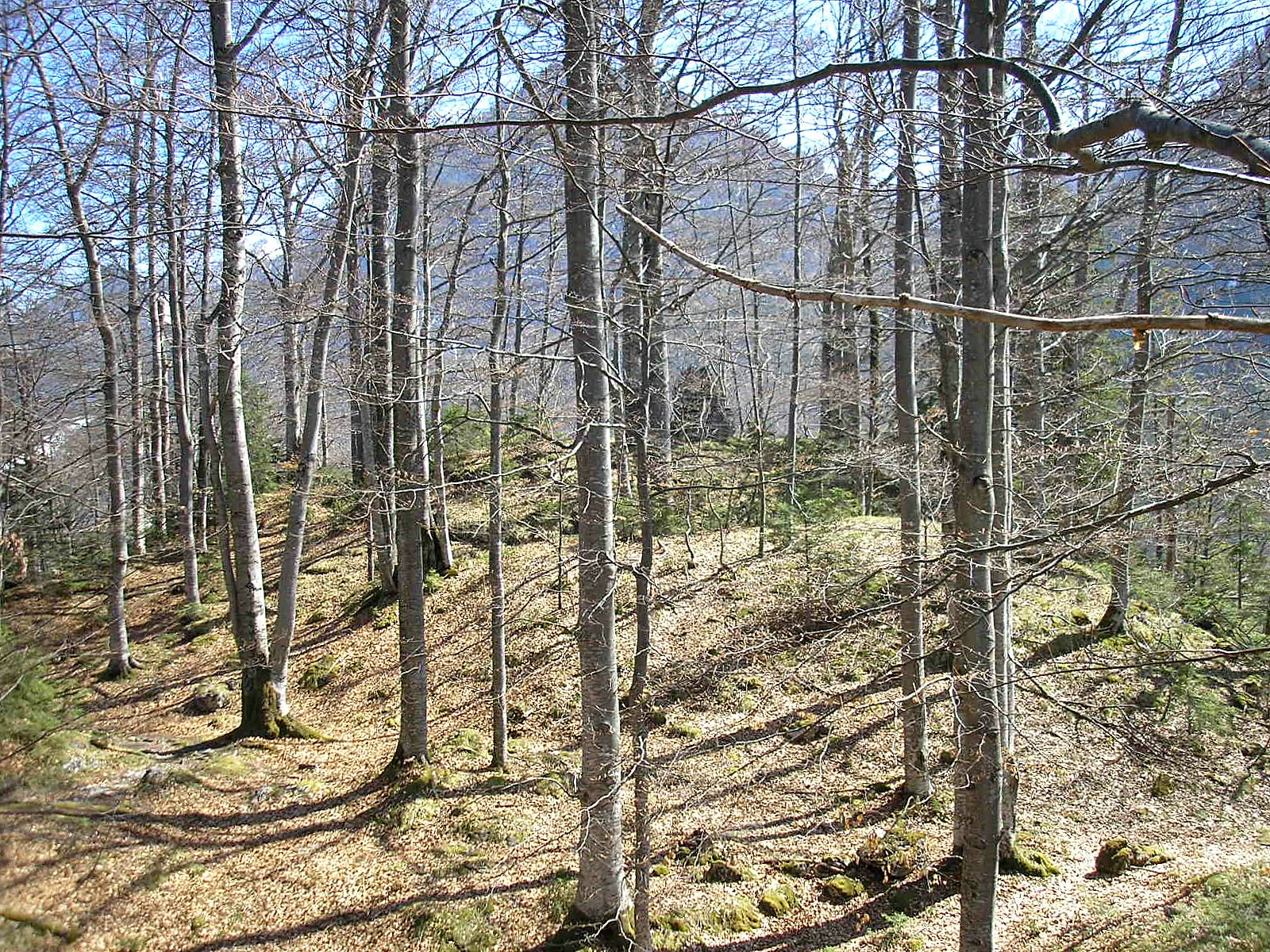
Die Kernburg von Westen

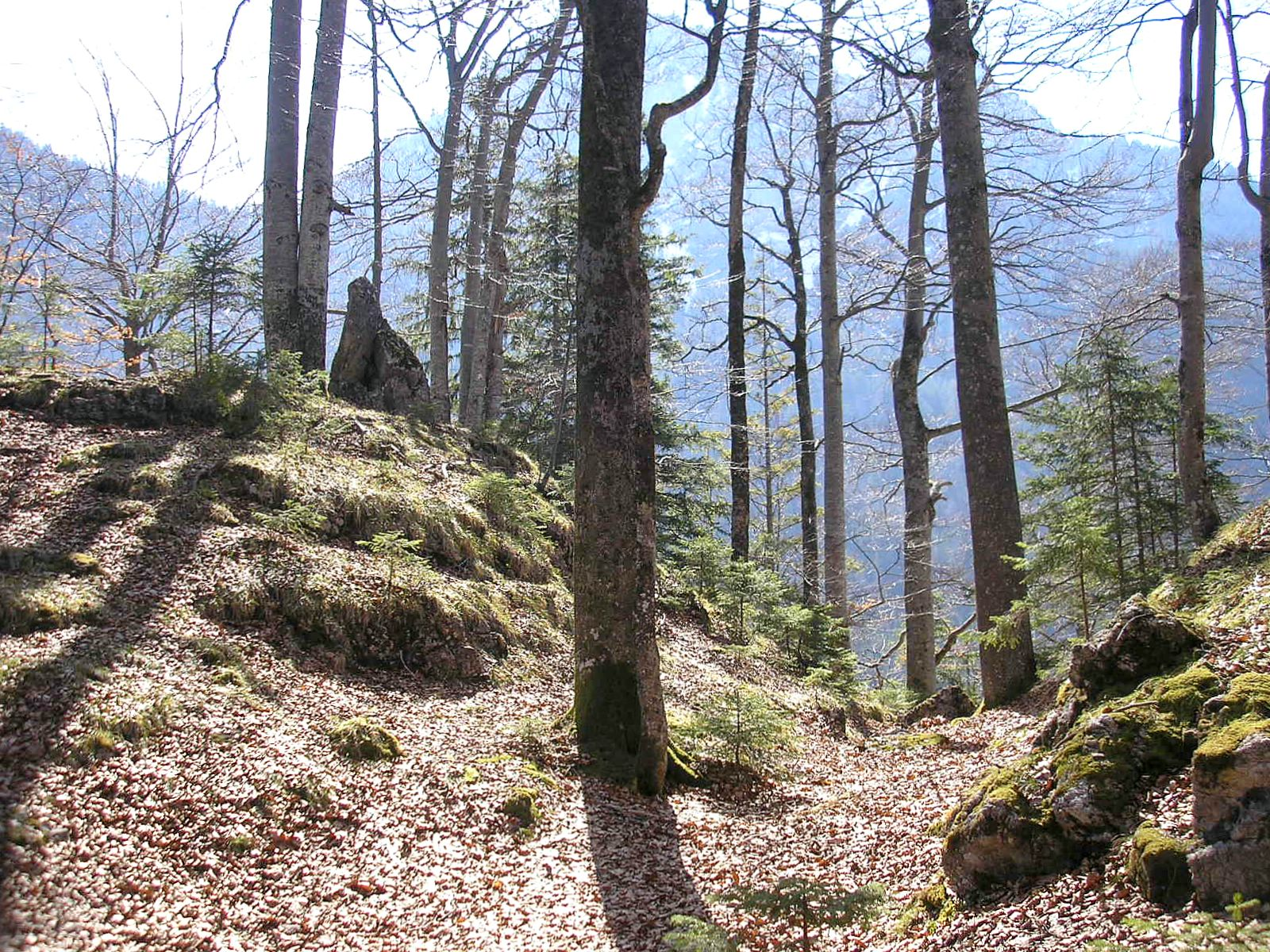
Blick in den Halsgraben

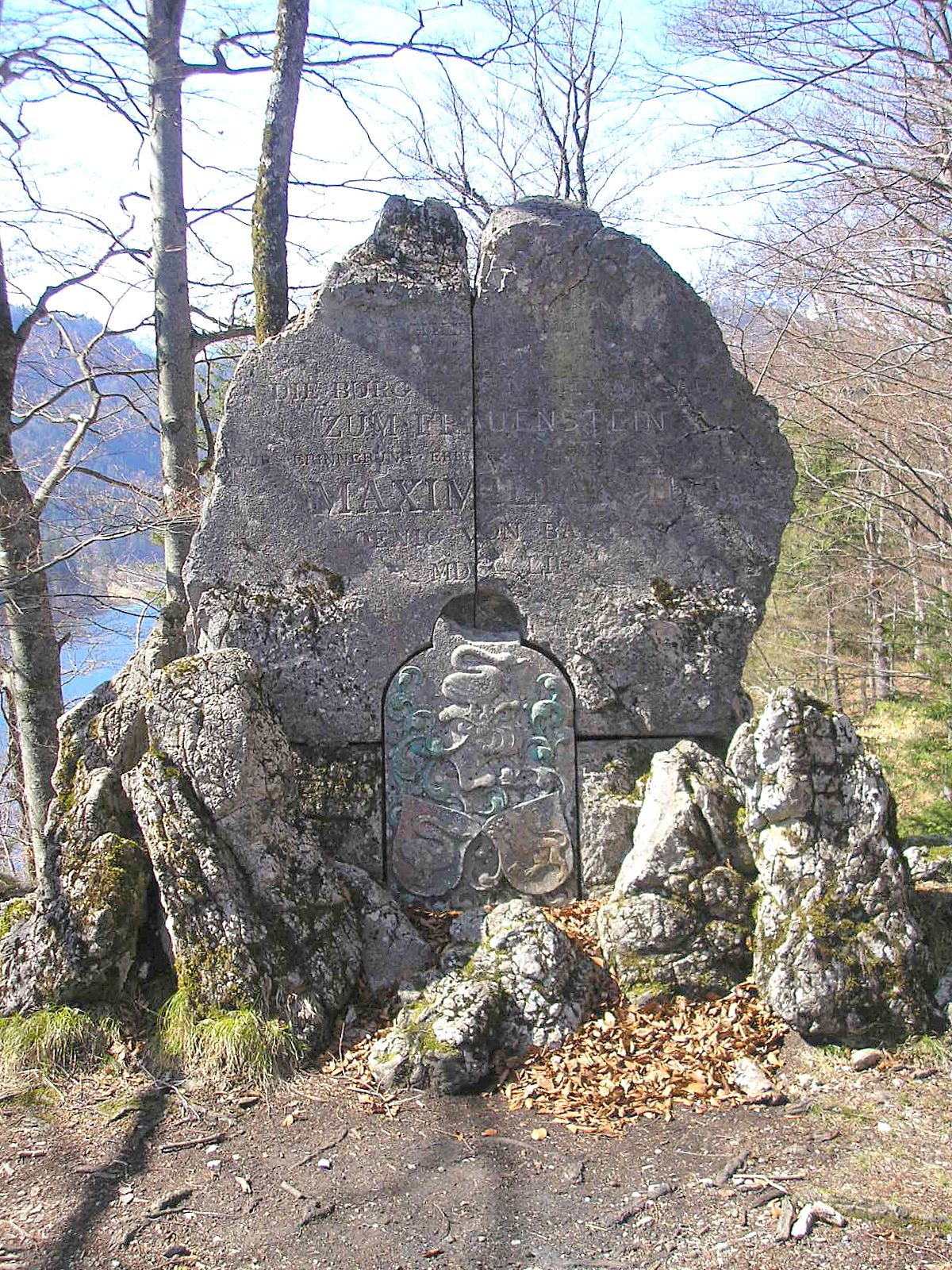
Das Denkmal auf dem Burgplateau

Das „castrum Frawenstein“ erscheint erstmals 1290 in den Schriftquellen. Die Turmburg war die westlichste der vier benachbarten Burgen der mächtigen Herren von Schwangau, die als Dienstleute der Welfen und Staufer in die Reichsministerialität aufgestiegen waren. Unmittelbar unterhalb der Veste lag die Burg Schwanstein, die im 19. Jahrhundert zum Schloss Hohenschwangau ausgebaut wurde. Das weltbekannte Schloss Neuschwanstein liegt auf dem Areal der beiden Burgruinen Vorder- und Hinterschwangau, deren Reste für den Schlossbau nahezu vollständig beseitigt wurden.
In den Quellen finden sich nur wenige konkrete Angaben über die Burg Frauenstein. Wahrscheinlich entstand die Anlage als zusätzlicher Stützpunkt der Schwangauer während der Auseinandersetzungen zwischen den Grafen von Tirol, den Bischöfen von Augsburg und den Herzögen von Bayern. Jeder der Territorialherren erhob Anspruch auf das Staufererbe im Allgäu. Die komplizierten Herrschaftsverhältnisse in dieser Region sind ein Grund für die ungewöhnliche Burgendichte im Gebiet um Füssen und Reutte (Burgenregion Ostallgäu-Außerfern). Die Herren von Schwangau standen  auf der Seite Tirols, das vom Hochstift Augsburg unterstützt wurde. Den Expansionsbestrebungen der Grafen von Tirol standen zudem noch die edelfreien Herren von Hohenegg (Rettenberg-Hoheneck) im Wege.
Die Tiroler konnten schließlich ihr Territorium auf Kosten der Hohenegger nach Norden ausdehnen und übernahmen auch die kleine Grottenburg Loch. Die wenigen Mauerreste dieser Wehranlage liegen nur wenige Kilometer hinter dem Burgstall Frauenstein in einer Felswand über Unterpinswang.
Die einzelnen Familienzweige der Schwangauer lebten nicht immer friedlich nebeneinander auf ihren vier Ansitzen. Die Quellen berichtet von zahlreichen Erbstreitigkeiten und sonstigen Konflikten. Im 15. Jahrhundert wurde deshalb ein Burgfriede geschlossen. Diesem Vertrag folgten weitere Übereinkünfte. Wie zahlreiche ähnliche Verträge beweisen diese Schriftstücke, dass mittelalterliche Edelsitze durchaus nicht nur als reine Macht- und Statussymbole zu interpretieren sind, sondern auch der Sicherheit ihrer Bewohner zu dienen hatten.
Im Spätmittelalter sollen einige Schwangauer Edelherren ihre Einkünfte durch Überfälle auf Handelszüge aufgebessert haben. Die Burg Frauenstein könnte während einer Strafexpedition des Hochstiftes Augsburg zerstört und danach nicht wieder aufgebaut worden sein.
Der Frauenstein wird bis 1487 noch mehrmals in den Urkunden erwähnt. Im späten 15. Jahrhundert dürfte die nun entbehrlich gewordene Burg schließlich für den Ausbau des Sinwellturms der unterhalb gelegenen Burg Schwanstein ausgeschlachtet und abgebrochen worden sein. Ein Bericht aus dem Jahr 1523 bezeichnet den Burgplatz als „gar zergangen und verfallen“. Man brauche dieses Schloss deswegen nicht weiter zu beachten.

## Beschreibung
Der verlassene Burgstall (Burgplatz) ist vom Schloss Hohenschwangau in etwa 10 bis 15 Minuten über einen gut ausgebauten und gesicherten Wanderweg zu erreichen. Der Burgstall liegt auf dem östlichen Sporn des Perzen- oder Berzenkopfes in etwa 892 Meter Höhe über NN. 
Etwa 250 Meter südlich der Kernburg sind auf einer Geländekuppe die Fundamente eines rechteckigen Gebäudes erkennbar. Diese Mauerzüge müssen nicht zwangsläufig in Zusammenhang mit der Burganlage stehen. Die eigentliche Burgstelle wird durch einen bis zu vier Meter tiefen Halsgraben aus dem geräumigen Bergplateau ausgeschnitten. Dem Graben ist eine breite, wallähnliche Geländeformation vorgelagert. Auf dem Bergrücken erheben sich mehrere markante Felsrippen. Eindeutige Geländemerkmale einer Vorburg sind jedoch nicht dokumentierbar. 
Die Fundamentspuren auf dem Kegel der Kernburg deuten auf einen rechteckigen Wohnturm oder Palas. Derartige kleinere Turmburgen entstanden im 14. Jahrhundert überall in Europa. Reste einer Ringmauer sind nirgends feststellbar. Um 1850 entstand im Auftrag König Maximilians II. das erhaltene Denkmal zur Erinnerung an die Burg „zum Frauenstein“. Damals wurde die Hauptburg zum Aussichtspunkt umgestaltet. Die Aussicht auf die beiden Königsschlösser und den Alpsee ist allerdings gegenwärtig durch die dichte Bewaldung stark eingeschränkt.
Das Bayerische Landesamt für Denkmalpflege verzeichnet das Bodendenkmal als mittelalterlichen Burgstall unter der Denkmalnummer D-7-8430-0026.